# Jan Karczewski (konfederat barski)
Jan Karczewski herbu Jasieńczyk (ur. ok. 1745, zm. ok. 1810) – marszałek ziemi warszawskiej konfederacji barskiej, powstaniec kościuszkowski.

## Życiorys
W 1764 podpisał elekcję Stanisława Augusta Poniatowskiego. Na czele 200 konnych konfederatów barskich przybył 5 lipca 1769 na zjazd w Zakroczymiu, gdzie został wybrany konsyliarzem konfederackim. W odwecie wojska rosyjskie spustoszyły dobra Karczewskich i aresztowały Juliana Karczewskiego.
W niewyjaśnionych do dziś okolicznościach rosyjski generał Iwan Drewicz zdobył pozostającą w rękach Karczewskiego warszawską kasę konfederacką. W marcu 1770 na Podkarpaciu podporządkował się Kazimierzowi Pułaskiemu. Wkrótce jego oddział został rozbity przez Rosjan pod Sromowcami. 15 maja stoczył bitwę pod Pilznem i wycofał się w okolice Nowego Targu.
26 maja mianowany przez Generalność konfederacji barskiej marszałkiem konfederackim ziemi warszawskiej i oddany pod dowództwo Kazimierza Pułaskiego. W połowie czerwca na czele 300 kawalerzystów dokonał śmiałego wypadu na znajdujący się w rękach rosyjskich Biłgoraj.
Raził rosyjskie posterunki pod Szczebrzeszynem. Pobił Rosjan w bitwie pod Frampolem. 9 września brał udział w opanowaniu Częstochowy. W październiku brał udział w wypadzie Pułaskiego do Wielkopolski. 19 października wziął udział w próbie szturmu Poznania.
Jego oddział przerzucony został na Litwę dla wsparcia działań Józefa Sawy Calińskiego. 17 grudnia zaskoczony pod Wysokiem Mazowieckiem przez oddział pod dowództwem Franciszka Ksawerego Branickiego uległ rozproszeniu, tracąc 500 ludzi.
Od 1771 po wzięciu do niewoli marszałka ziemi czerskiej Stanisława Karczewskiego, pełnił też jego funkcję.
20 marca rozbił Rosjan pod Mszczonowem.
W czasie majowej ofensywy Charles’a Dumourieza powierzono mu obronę linii Dunajca, którą to przeszkodę już wkrótce przekroczyły oddziały Aleksandra Suworowa. 25 maja wziął udział w przegranej bitwie pod Lanckoroną.
Uczestniczył w wyprawie Pułaskiego na Zamość, staczając po drodze serię potyczek z wojskami rosyjskimi. W bitwie pod Majdanem Kolbuszowskim rozbił odwód piechoty rosyjskiej. Ścigany przez Suworowa wycofał się w kierunku Lanckorony. W 1772 brał udział w obronie Jasnej Góry.
W 1781 pogodził się z królem. W 1791 odznaczony Orderem Świętego Stanisława. Wybrany
deputatem na Trybunał Główny Koronny. Został rotmistrzem kawalerii narodowej.
19 kwietnia 1794 roku podpisał w Warszawie akt powstania Księstwa Mazowieckiego. Rada Zastępcza Tymczasowa mianowała go komisarzem deputacji Komisyjnej Porządkowej ziemi ciechanowskiej.